# Villa Gondűző
Le villa Gondűző (en hongrois : Gondűző-villa) est un édifice situé dans le 12e arrondissement de Budapest.